# Volební okrsek
Volební okrsek je zpravidla menší osídlené území, které je vymezeno pro účely konání voleb. Na rozdíl od volebního obvodu ale neslouží ke stanovení počtu mandátů, je určeno čistě pro realizaci aktivního volebního práva.

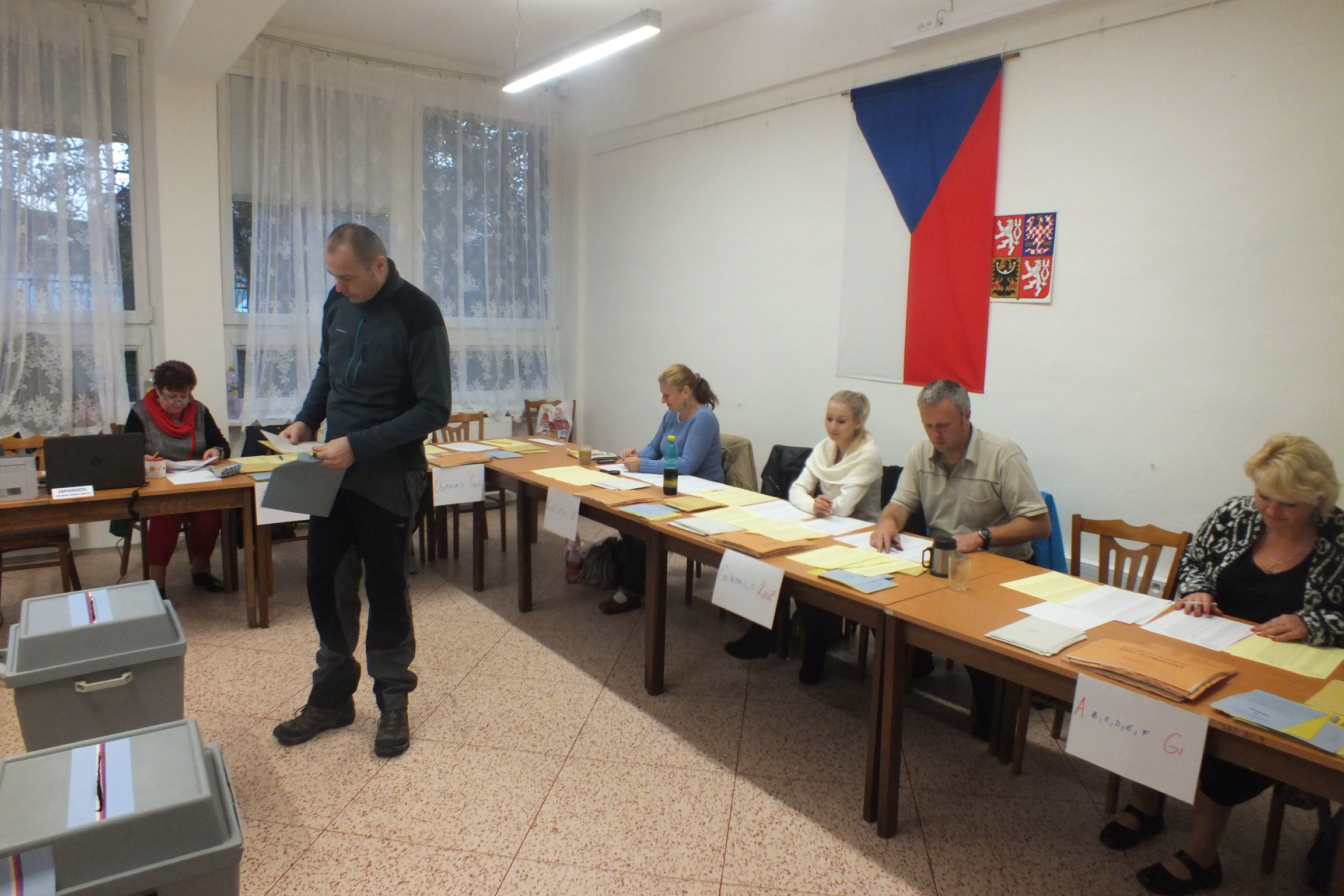
Volební komise okrsku č. 70 v Olomouci dohlíží na volby do zastupitelstev krajů a do Senátu ČR, konané 7. a 8. října 2016

Pro všechny druhy českých voleb se vytvářejí především stálé volební okrsky, zvláště pro parlamentní a prezidentské volby se ještě v obvodech českých zahraničních ambasád zřizují zvláštní stálé volební okrsky (na území vojenských újezdů se až do roku 2016 vytvářely samostatné volební okrsky). Stálé volební okrsky v každé obci určuje její starosta (dříve to byla obecní rada), jsou číslovány, vedeny v RÚIAN jako účelové územní prvky a lze měnit jen tehdy, dojde-li ke změnám hranic obce, městské části či obvodu, příp. příslušného volebního obvodu, nebo ke zvýšení počtu voličů v daném okrsku alespoň o jednu třetinu. Vytvářejí se tak, aby zahrnovaly zhruba jeden tisíc voličů a zároveň aby byla zachována dostupnost volebních místností. V případě vzdálenějších částí obce lze vytvořit i menší okrsky, ale počet jejich voličů by neměl klesnout pod 10.
Starosta také v každém okrsku před konáním konkrétních voleb stanoví počet členů okrskové volební komise a kromě jejího zapisovatele jmenuje ty z nich, kteří nebudou delegováni politickými stranami nebo dalšími kandidujícími subjekty. Každá komise má podle druhu voleb alespoň šest nebo pět členů, u nejmenších okrsků může být ale čtyřčlenná. Okrsková volební komise v čele s voleným předsedou dbá o pořádek ve volební místnosti, zajišťuje a dozírá na průběh hlasování, sčítá hlasy a vyhotovuje zápis o průběhu a výsledku hlasování, který po skončení voleb odevzdává Českému statistickému úřadu.